# Mariano Pérez Mínguez
Mariano Pérez Mínguez (Valladolid, 1809–1887) fue un farmacéutico, empresario y periodista español.
Alcanzó el grado de doctor en Farmacia.
Era simultáneamente droguero y farmacéutico, con establecimiento en la calle de Santiago 21, de Valladolid. En 1854, Pérez Mínguez intentó crear una asociación entre farmacéuticos individuales en torno al concepto de “Farmacias centrales”, es decir, que en diferentes puntos de España, farmacias ya instaladas se transformaran en proveedoras del resto de las boticas de la zona de esos productos básicos. Logró una confederación con farmacias centrales en Valladolid, Valencia, Barcelona, Zaragoza y Sevilla, y, más tarde, en Madrid y Badajoz. 
Para divulgar las existencias fundó el periódico El Droguero farmacéutico, que publicaba las listas de productos que cada farmacia central ofrecía. Fue el primer presidente del Colegio de Farmacéuticos de Castilla la Vieja en 1865.
Fundador del diario vallisoletano El Avisador, antecedente de El Norte de Castilla, en 1854.